# Belvoir
Belvoir ist eine französische Gemeinde mit 90 Einwohnern (Stand: 1. Januar 2022) im Département Doubs in der Region Bourgogne-Franche-Comté.

## Geographie
EDie Gemeinde Belvoir liegt auf 650 m, drei Kilometer nordöstlich von Sancey-le-Grand und etwa 26 Kilometer südwestlich der Stadt Montbéliard (Luftlinie). Das Dorf erstreckt sich im Jura, auf einem nach Süden ausgreifenden Sporn des Hochplateaus vom Mont de Belvoir, am östlichen Rand des Beckens von Sancey (Vallon de Sancey), südlich des Höhenrückens der Lomontkette.
Die Fläche des 9,31 km² großen Gemeindegebiets umfasst einen Abschnitt des französischen Juras. Der Hauptteil des Gebietes wird vom Hochplateau des Mont de Belvoir eingenommen, das durchschnittlich auf 650 m liegt. Es ist überwiegend von Acker- und Wiesland bestanden, zeigt aber auch einige größere Waldflächen, insbesondere die Forêt du Chanois et Epaisses im Süden. Hier wird mit 671 m die höchste Erhebung von Belvoir erreicht. Der Mont de Belvoir bildet das Plateau einer Schichtstufe, das gegen Westen, Norden und Osten mit einem rund 100 m hohen Steilhang zu den angrenzenden, tiefer gelegenen Becken abfällt. Diese Geländestufe ist durch verschiedene Täler in eine Reihe von Vorsprüngen zergliedert. Die Gemeindegrenze verläuft teils entlang dem Plateaurand oberhalb des Steilhangs, teils reicht sie in die Täler hinunter. Im Westen hat Belvoir einen kleinen Anteil am Becken von Sancey, im Osten gehört das Quellgebiet der Barbèche (linker Seitenbach des Doubs) zur Gemeinde.
Nachbargemeinden von Belvoir sind Vellerot-lès-Belvoir und Vyt-lès-Belvoir im Norden, Vernois-lès-Belvoir im Osten, Provenchère und Sancey im Süden sowie Rahon im Westen.

## Geschichte
Belvoir gehört zu den ältesten Siedlungen der Region. In vorrömischer Zeit befand sich auf dem Bergsporn von Belvoir ein keltisches Oppidum. In der Römerzeit wurde der Ort befestigt, um den Verkehr auf der Salzstraße zwischen Vesontio (Besançon) und dem Oberrhein zu kontrollieren. Funde aus verschiedenen Zeitepochen weisen darauf hin, dass der Ort vermutlich seit der Römerzeit durchgehend bewohnt ist.
Die Burg von Belvoir wurde Ende des 12. und Anfang des 13. Jahrhunderts erbaut. Sie war Sitz einer Baronie, die im Mittelalter nacheinander den Familien von Belvoir, Vergy und Cusance gehörte. Neben der Burg entwickelte sich der Ort Belvoir als befestigter Burgflecken. Das Schloss wurde während der Burgunderkriege von Ludwig XI. und 1674 von Ludwig XIV. eingenommen. Zusammen mit der Franche-Comté gelangte Belvoir mit dem Frieden von Nimwegen 1678 an Frankreich.

## Bevölkerung
| Jahr                       | 1962 | 1968 | 1975 | 1982 | 1990 | 1999 | 2006 | 2014 | 2021 |
| Einwohner                  | 140  | 130  | 115  | 100  | 98   | 102  | 98   | 101  | 92   |
| Quellen: Cassini und INSEE |      |      |      |      |      |      |      |      |      |

Mit 90 Einwohnern (Stand 1. Januar 2022) gehört Belvoir zu den kleinsten Gemeinden des Départements Doubs. Nachdem die Einwohnerzahl in der ersten Hälfte des 20. Jahrhunderts abgenommen hatte (1901 wurden noch 261 Personen gezählt), wurden seit Mitte der 1970er Jahre nur noch geringe Schwankungen verzeichnet.

## Sehenswürdigkeiten
Am Südosthang des Bergsporns befindet sich die Kirche Saint-Nicolas, die in ihrer heutigen Gestalt aus dem 16. Jahrhundert stammt und gotische Stilformen zeigt. Die bedeutendste Sehenswürdigkeit des Ortes ist jedoch das Schloss Belvoir, das sich an prominenter Lage zuvorderst auf dem Sporn erhebt. Es war Mitte des 20. Jahrhunderts im Verfall begriffen, wurde aber seit 1958 in umfassenden Restaurierungsarbeiten wiederhergestellt. Es besteht aus einem runden Bergfried (13. Jahrhundert), mehreren weiteren viereckigen Türmen, einer Schlosskapelle und einer Reihe von Wohn- respektive ehemaligen Speicher- und Stallbauten (überwiegend aus dem 18. und 19. Jahrhundert). 
Im unteren Dorfteil stehen die sogenannten Halles aus dem 15. Jahrhundert, in denen früher Märkte abgehalten wurden. Daneben gibt es zahlreiche weitere Häuser im traditionellen Stil der Franche-Comté, die zum Teil auf das 16. Jahrhundert zurückdatieren. Auf freiem Feld am Rand des Hochplateaus befinden sich die Kapellen Sainte-Anne (15. Jahrhundert) und Saint-Maximin (17. Jahrhundert). Im Weiteren besitzt Belvoir zwei Museen: das Schlossmuseum (Ausstellung von Waffen und Möbelstücken) und das Musée de la Radio et du Phonographe.

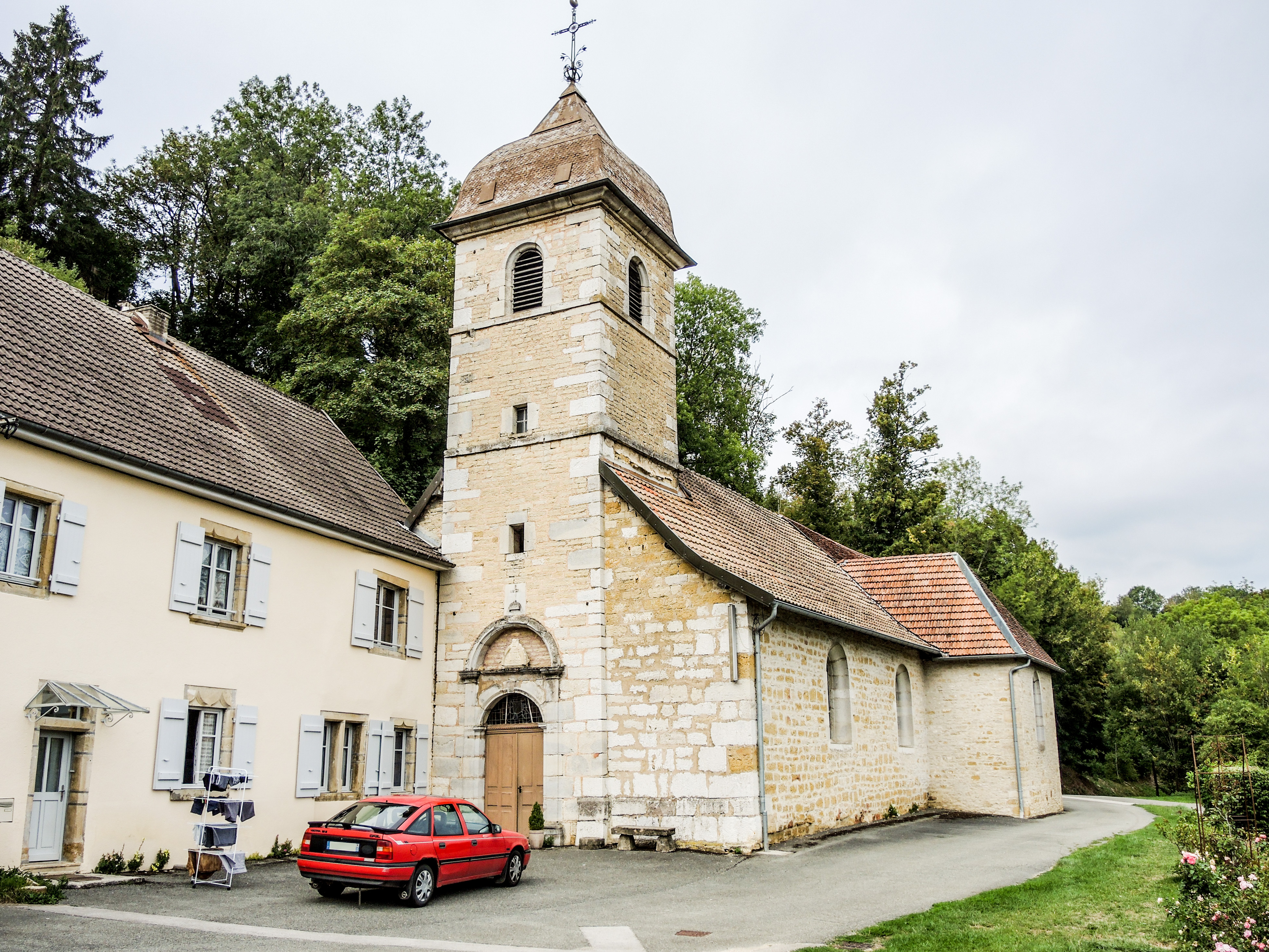
Kirche Saint-Nicolas
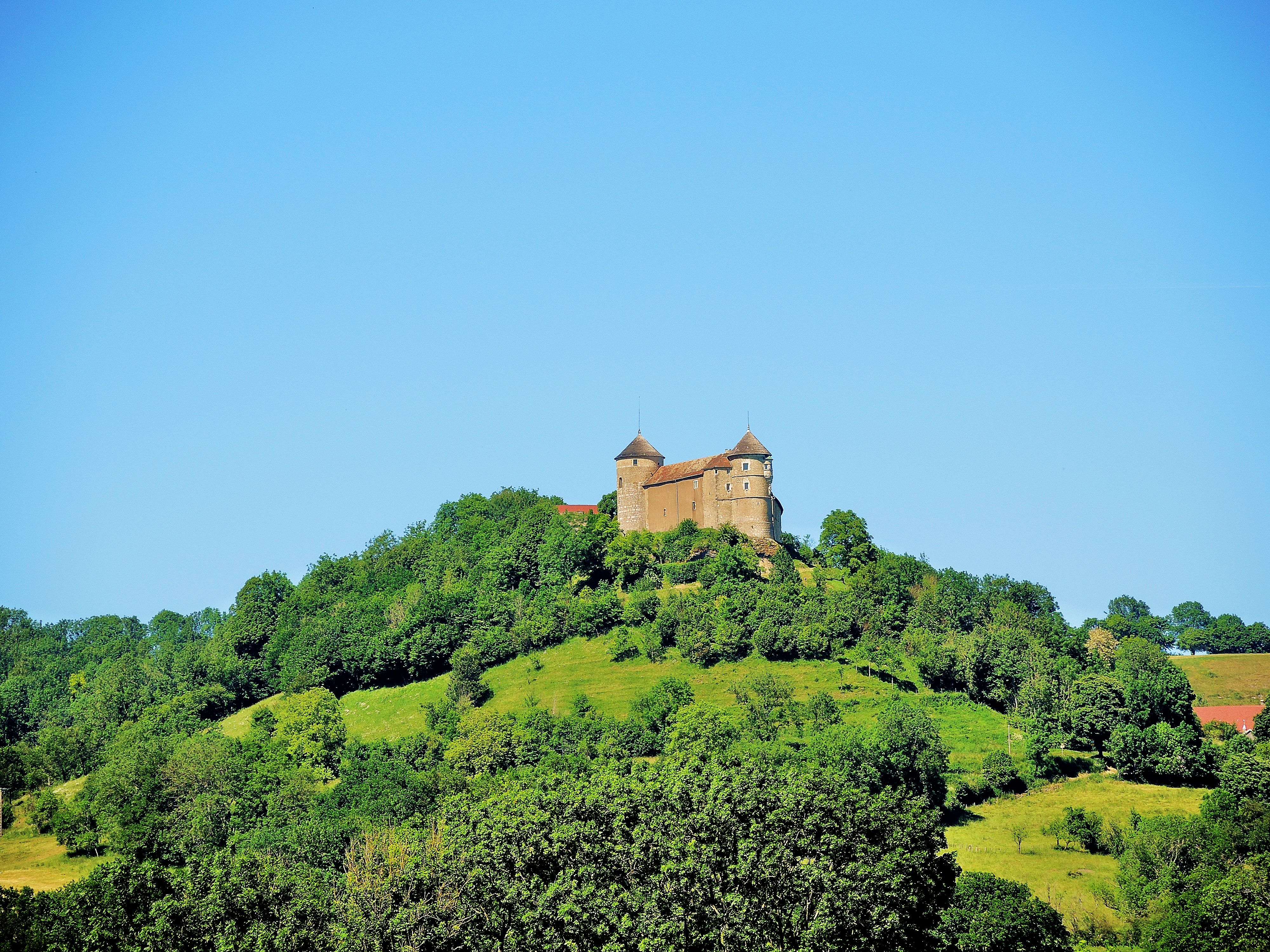
Château de Belvoir
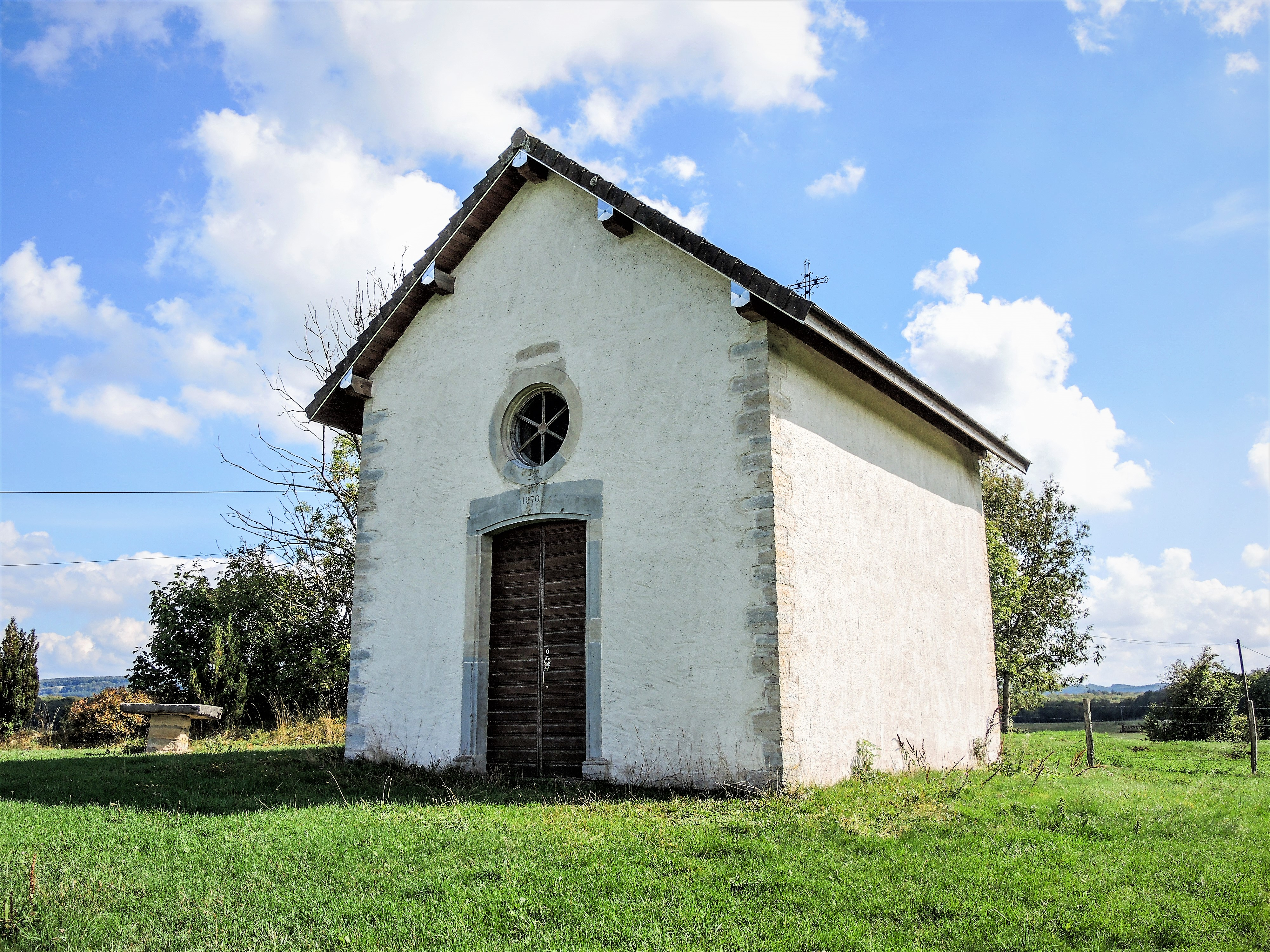
Kapelle Saint-Maximin
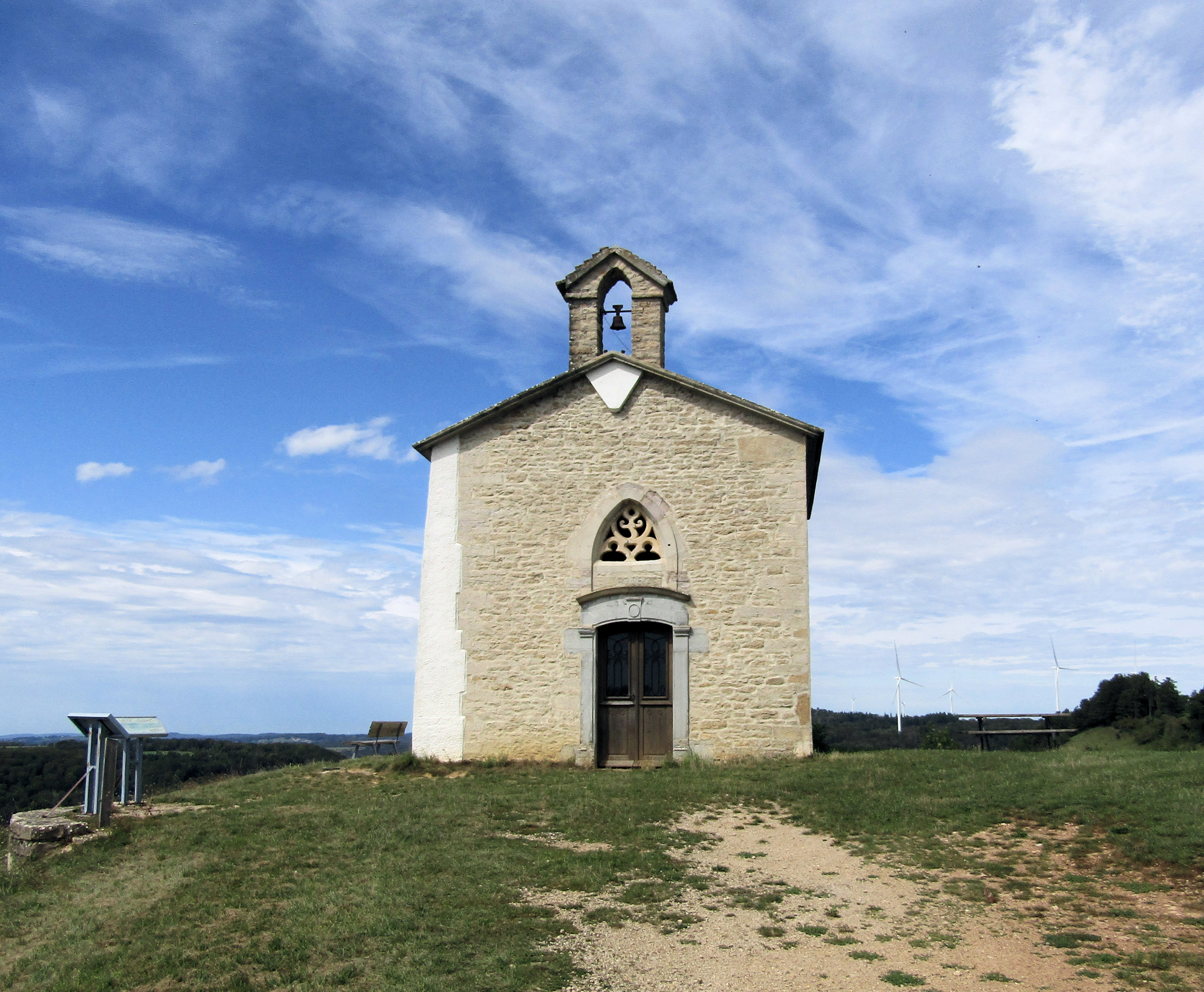
Kapelle Sainte-Anne
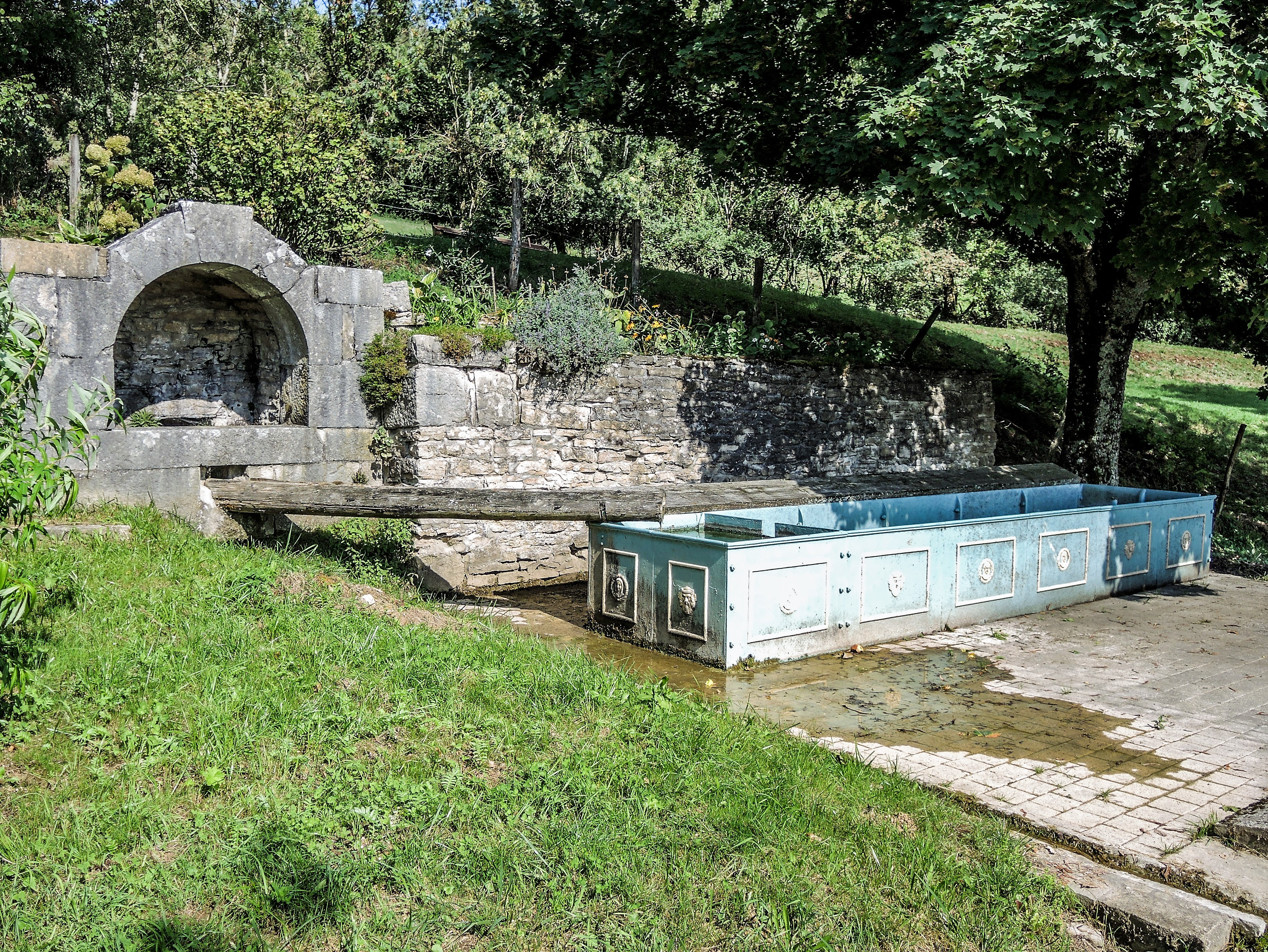
Brunnen und ehemaliger Waschplatz
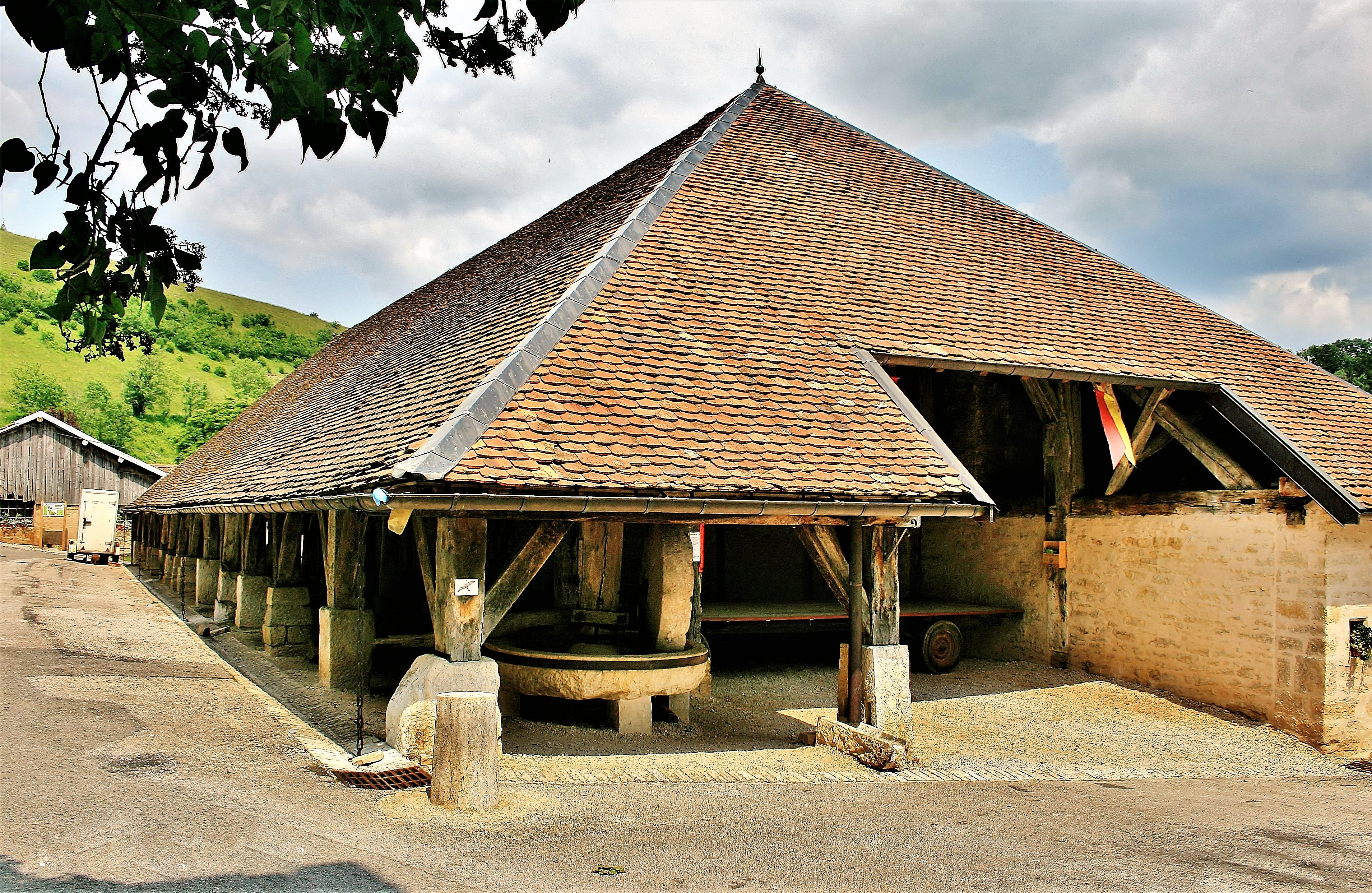
Alte Markthalle, Monument historique
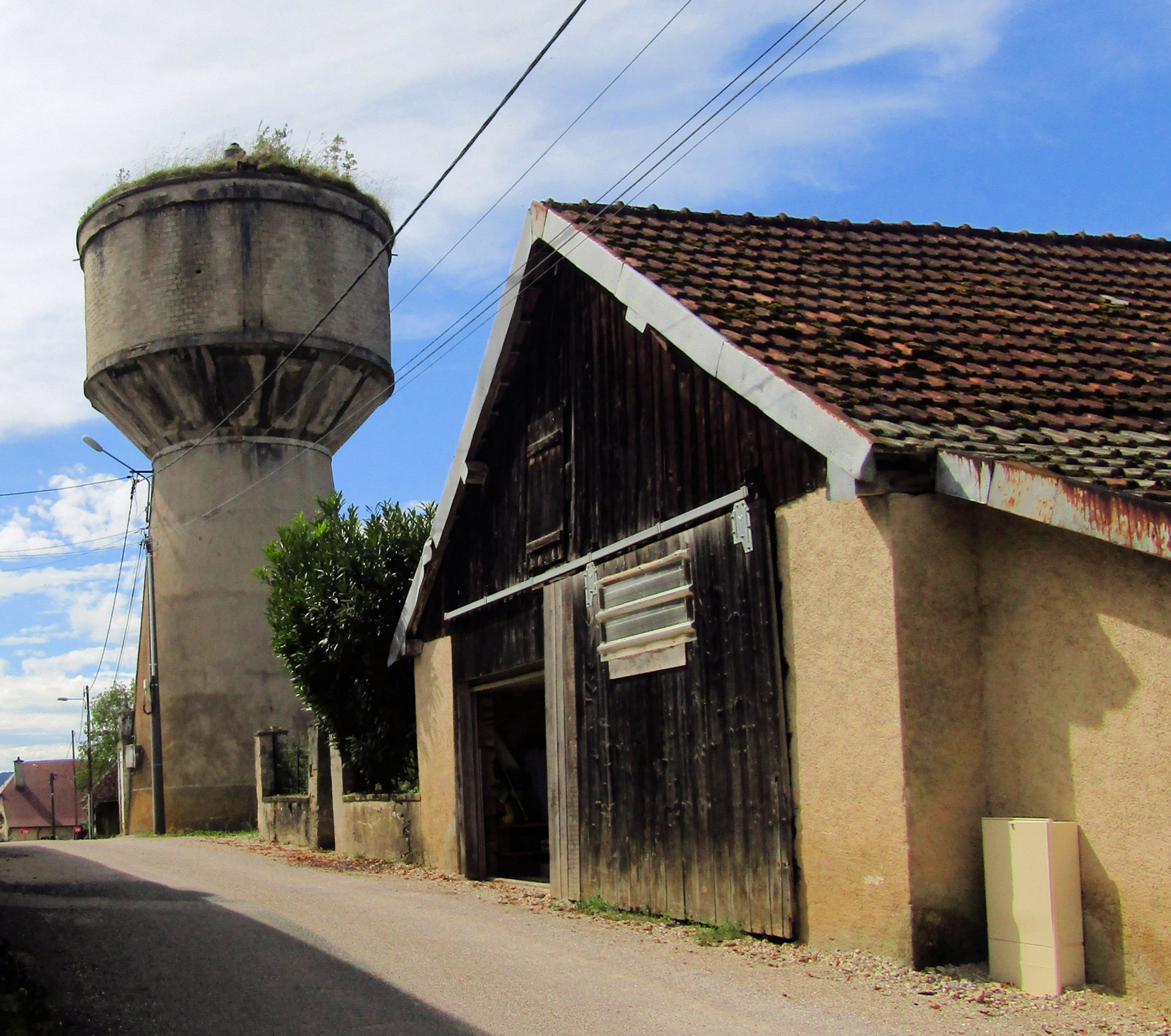
Wasserturm

## Wirtschaft und Infrastruktur
Belvoir war bis weit ins 20. Jahrhundert hinein ein vorwiegend durch die Landwirtschaft (Ackerbau, Obstbau und Viehzucht) geprägtes Dorf. Daneben gibt es heute einige Betriebe des lokalen Kleingewerbes. Viele Erwerbstätige sind auch Pendler, die in den größeren Ortschaften der Umgebung ihrer Arbeit nachgehen.
Die Ortschaft liegt abseits der größeren Durchgangsstraßen an einer Departementsstraße, die von Rahon nach Provenchère führt. Weitere Straßenverbindungen bestehen mit Sancey-le-Long und Vernois-lès-Belvoir.

## Persönlichkeiten
- Béatrix de Cusance (1614–1663), bekannt als zweite Ehefrau des Herzogs Karl IV. von Lothringen und als Briefpartnerin von Constantijn Huygens